# Carlos Portal
Pour les articles homonymes, voir Portal.
Carlos Enrique Portal Patiño, né à Callao au Pérou le 15 avril 1911 et mort à une date inconnue, est un footballeur péruvien qui jouait au poste de milieu de terrain. 

## Biographie

### Carrière en club
Carlos Portal joue pour différents clubs de sa ville natale (Callao). D'abord au Callao FBC en 1928, il passe au Jorge Chávez où il joue de 1929 à 1933. Mais c'est au Sport Boys où il a l'occasion de remporter le championnat du Pérou à deux reprises en 1934 puis en 1937, à chaque fois invaincu,.  
Il reste au Sport Boys jusqu'en 1940 et termine sa carrière à l'Atlético Chalaco où il joue de 1941 à 1944. 

### Carrière en équipe nationale
International péruvien à 10 reprises entre 1937 et 1942, Carlos Portal fait partie de la délégation péruvienne présente aux Jeux olympiques de 1936 à Berlin. Deux ans plus tard, il remporte la première édition des Jeux bolivariens avec sa sélection.
Il a également l'occasion de participer à trois championnats sud-américains en 1937 en Argentine, 1941 au Chili et 1942 en Uruguay.

## Palmarès
| Sport Boys - Championnat du Pérou (2) : - Champion : 1935 et 1937. |  | Pérou - Jeux bolivariens (1) : - Vainqueur : 1938. |